# قرار مجلس الأمن التابع للأمم المتحدة رقم 355
قرار مجلس الأمن التابع للأمم المتحدة رقم 355، الذي اعتمد في الأول من أغسطس عام 1974، إذ يشير إلى القرارات 186، 353 و‌354، لاحظ أن جميع الدول قد أعلنت عن احترامها لسيادة قبرص واستقلالها وسلامتها الإقليمية. وقد طلب من الأمين العام اتخاذ الإجراءات المناسبة بشأن احتمال وقف إطلاق النار وتقديم تقرير إلى المجلس. ويهدف هذا القرار إلى إنهاء الصراع الذي اندلع بسبب الغزو التركي لقبرص.
تم تمرير القرار 355 بأغلبية 13 صوتًا مقابل لا شيء؛ امتنعت جمهورية بيلاروس السوفيتية الاشتراكية و‌الاتحاد السوفيتي عن التصويت.